# تيو فالس
تيو فالس (بالفرنسية: Theo Valls)‏ (18 ديسمبر 1995 بفرنسا - ) هو لاعب كرة قدم فرنسي في مركز الوسط. لعب مع نيم أولمبيك.

## وصلات خارجية
- تيو فالس على موقع قاعدة بيانات كرة القدم.إي يو (الإنجليزية)
- تيو فالس على موقع Soccerway.com (الإنجليزية)
- تيو فالس على موقع عالم كرة القدم.نت (الإنجليزية)